# Тетяновка (Благовіщенський район)
Тетя́новка (рос. Татьяновка) — селище у складі Благовіщенського району Алтайського краю, Росія. Входить до складу Ніколаєвської сільської ради.

## Населення
Населення — 394 особи (2010; 506 у 2002).
Національний склад (станом на 2002 рік):
- росіяни — 72 %